# Drosophila novaspinofera
Drosophila novaspinofera este o specie de muște din genul Drosophila, familia Drosophilidae, descrisă de Gupta și Singh în anul 1979. Conform Catalogue of Life specia Drosophila novaspinofera nu are subspecii cunoscute.